# Afroeurazja

Afroeurazja

Afroeurazja (ang. Eurafrasia, Afrasia, Afro-Eurasia) – ląd złożony z Afryki, Europy i Azji, zamieszkały przez blisko 6 mld ludzi i zajmujący powierzchnię ok. 75 000 000 km², czyli ok. 15% powierzchni Ziemi. Termin zbieżny ze starszym określeniem Stary Świat. 